# شبكة تونس الإخبارية
شبكة تونس الإخبارية هي قناة تلفزيونية خاصة تونسية.

## البرامج
لقناة شبكة تونس الإخبارية العديد من البرامج :
- جدل
- هذا المساء
- مقاصد
- كلمة حرة
- جلسة خاصة
- العدسة

## روابط خارجية
- الموقع الرسمي لشبكة تونس الإخبارية